# Puy de Montiroir
Pour l’article homonyme, voir Montiroir.
Le puy de Montiroir est un volcan éteint situé sur la commune de Manzat, dans les Combrailles, mais géologiquement lié à la chaîne des Puys, dans le Massif central.

## Géographie
Le puy est situé sur la commune de Manzat, à 1,5 kilomètre au nord-ouest du bourg de Manzat et à une quarantaine de kilomètres de Clermont-Ferrand, dans le département du Puy-de-Dôme. Ce volcan marque, avec le gour de Tazenat, la limite septentrionale de la chaîne des Puys. Son sommet culmine à 699 mètres d'altitude. Les pentes de ce volcan de type strombolien sont cultivées.